# Adata
ADATA Technology Co., Ltd. (Chinees: 威剛 科技 股份有限公司) is een beursgenoteerde Taiwanese fabrikant van geheugen en opslag, opgericht in mei 2001 door Simon Chen. De belangrijkste producten bestaan uit DRAM-modules, USB-geheugensticks, harde schijven, solid-state drives, geheugenkaarten en mobiele accessoires. ADATA ontwikkelt daarnaast producten in robotica en elektrische aandrijflijnsystemen. Naast de producten die vallen onder het hoofdmerk ADATA verkoopt het bedrijf ook pc-gaminghardware en accessoires onder de merknaam XPG.
In 2017 was ADATA de op een na grootste fabrikant van DRAM-modules ter wereld. Na een start in Azië heeft ADATA zijn activiteiten uitgebreid naar Europa en Amerika, terwijl het bedrijf sterk concurreert met Samsung in 'thuismarkt' Azië.

## Producten
- DRAM-modules voor desktop and laptop pc's
- Solid State Drives
- Externe Storage (HDD, SSD, behuizingen)
- USB-opslagsticks
- Memory Cards / Readers
- Powerbanks
- Auto / Wireless / USB-laders
- USB / Micro USB / Lightning kabels

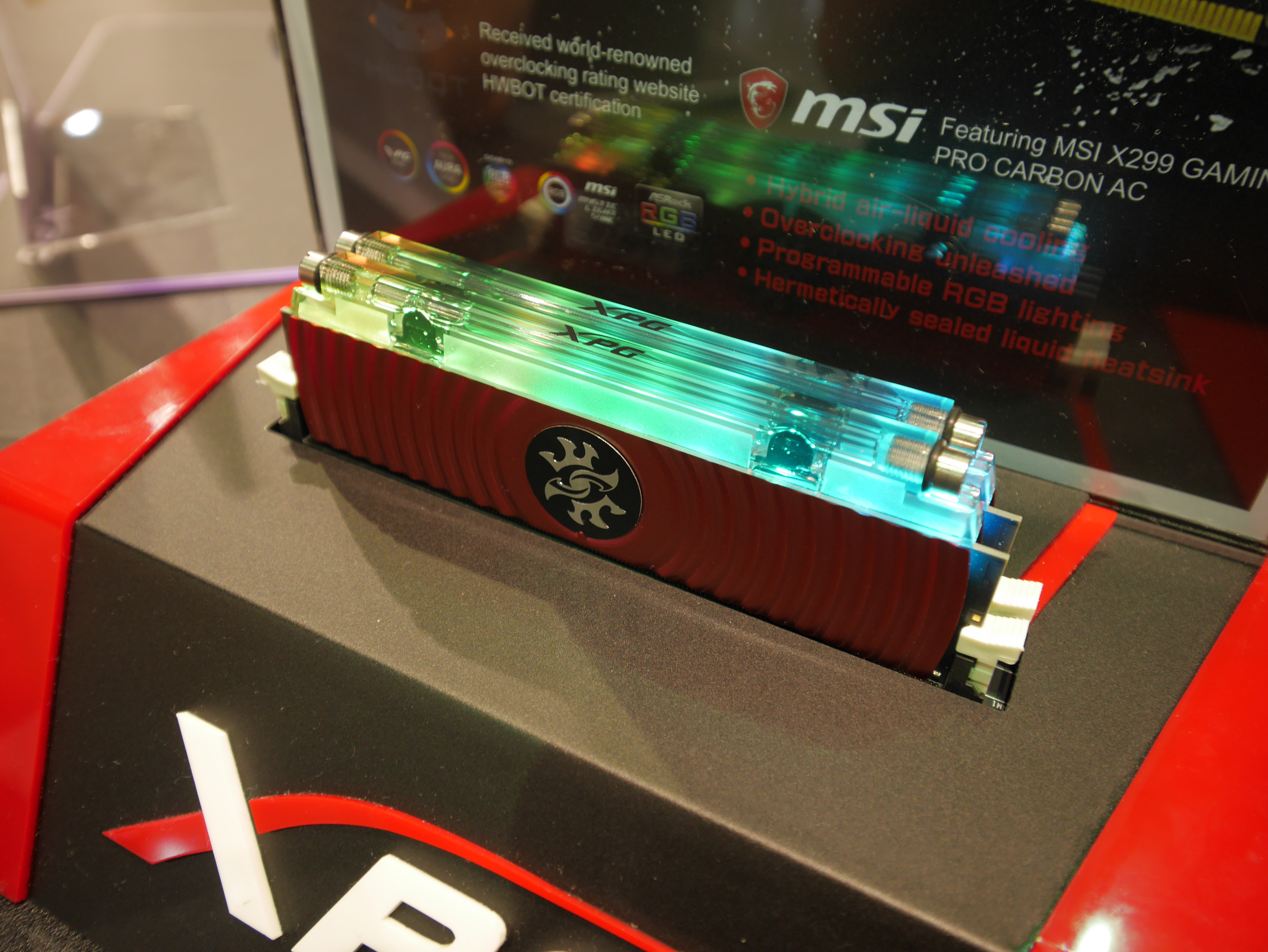
XPG DDR4 RGB geheugenmodule

- Media adapters